# Krasniansky luh
Krasniansky luh je přírodní památka v katastrálních územích obcí Krasňany a Stráža v okrese Žilina v Žilinském kraji na Slovensku. Území bylo vyhlášeno v roce 1989 a jeho rozloha je 15,21 hektaru. Předmětem ochrany jsou břehové porosty říčky Varínky v ochranném pásmu národního parku Malá Fatra.